# Apeldoornkanal

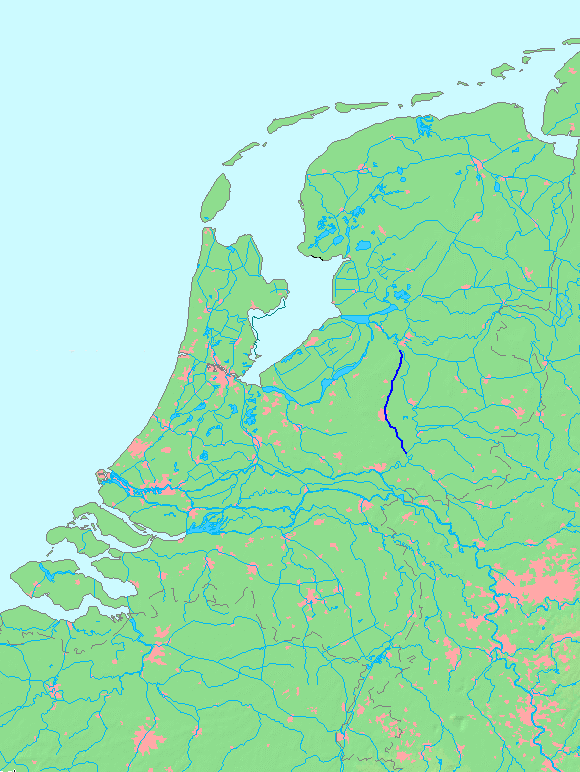
Verlauf des Apeldoornkanals

Der Apeldoornkanal (niederländisch Apeldoorns Kanaal) ist ein alter und  relativ schmaler Kanal in der niederländischen Provinz Gelderland. Er verläuft parallel zum Unterlauf der IJssel  von Hattem im Norden,  durch Apeldoorn und  bis nach Dieren im Süden. Seine  Länge ist 52 km. 
Der Kanal wurde ursprünglich zur Förderung des Handels und der Industrie in Apeldoorn angelegt. Außerdem sollte er der Schifffahrt eine Ausweichmöglichkeit zur oft zu schnell fließenden IJssel bieten. Mit den Grabungsarbeiten wurde 1825 begonnen; 1829 wurde das nördliche Teilstück zwischen Hattem und Apeldoorn in Betrieb genommen. Die Kosten von 300.000 Gulden wurden zum größten Teil durch König Wilhelm I. der Niederlande getragen.
Mit dem Bau des südlichen Teilstücks zwischen Apeldoorn und Dieren wurde erst 1858 begonnen. Es wurde 1869 fertiggestellt. Einzigartig war die dreistufige Schleuse, die in Dieren den Anschluss an die IJssel ermöglichte.
Mit dem Aufkommen der Eisenbahn und des motorisierten Straßenverkehrs nahm die Bedeutung des Apeldoornkanals als Verkehrsader ab. 1962 wurde das nördliche Teilstück außer Betrieb genommen. Trotzdem wurde noch mit der Verbreiterung und Erneuerung des südlichen Teilstücks begonnen. Es wurde jedoch deutlich, dass sich dies nicht lohnen würde, und 1972 wurde auch dieser Teil des Kanals außer Betrieb genommen.
Heutzutage ist der Apeldoornkanal nicht mehr schiffbar, da die Brücken, unter anderem Klappbrücken, und Schleusen nicht mehr bedient werden können. Außerdem wurden inzwischen an verschiedenen Stellen eine Anzahl niedriger Brücken angelegt, die Schifffahrt unmöglich machen.
Entlang des Apeldoornkanals befinden sich mehrere Sehenswürdigkeiten, so zum Beispiel Wassermühlen und Schleusen. Entlang des gesamten südlichen Teilstücks verläuft ein Radweg und an verschiedenen Stellen des Kanals werden Kanufahrten und Tretboote angeboten. Es bestehen Pläne, den Kanal auf seiner gesamten Länge für Freizeitboote wieder zugänglich zu machen. Die hierdurch entstehenden Kosten sind jedoch erheblich, da erst alle Hindernisse beseitigt und die noch vorhandenen beweglichen Brücken restauriert werden müssten.  